# Steinpackungsgrab von Tröbsdorf
Das Steinpackungsgrab von Tröbsdorf ist ein jungsteinzeitliches Grab nordwestlich von Tröbsdorf, einem Ortsteil von Laucha an der Unstrut im Burgenlandkreis in Sachsen-Anhalt. Es befindet sich in einer Spornlage am Nebraer Berg und wurde 1864 von Friedrich Klopfleisch (1831–1898) ausgegraben. 1898 führte Rentmeister Kuntze aus Burgscheidungen eine Nachgrabung durch. 
Unter einem etwa einen Meter hohen Hügel mit Steineinfassung von etwa 22,0 m Durchmesser wurden vier lange Gruben mit je einem Skelett entdeckt. Zwischen diesen lag eine Anzahl kleinerer Vertiefungen. Der Komplex wurde von einer Steinpackung überdeckt.
In einer kleinen Mulde wurden ein Beil aus Wiedaer Schiefer und ein Feuersteinbeil entdeckt. Eine andere barg zwei Gefäße und eine Kugel aus Feuerstein.
Die Keramik gehört in die Bernburger Kultur. Fraglich ist jedoch, ob der Gesamtbefund eine Einheit bildet. Die kleineren Mulden mit den Funden könnten älter sein und müssten dann als Terminus post quem angesehen werden. In der Hügelschüttung wurde eine schnurkeramische Nachbestattung festgestellt.